# Barßel
Barßel – gmina samodzielna (niem. Einheitsgemeinde) w północno-zachodniej części Niemiec, w kraju związkowym Dolna Saksonia w powiecie Cloppenburg nad rzeką Soeste. Liczba ludności to 12 535.

## Kultura
Na terenie gminy Barßel znajduje się kilka szkół:
- Grundschule Barßel, Marienschule
- Grundschule Sonnentau
- Grundschule Elisabethfehn West
- Grundschule Harkebrügge
- Hauptschule Barßel Europaschule
- Realschule Barßel Europaschule
- Soesteschule Barßel

## Współpraca
Gmina Barßel współpracuje z gminą Elbląg. Umowę o współpracy podpisano w Barßel 16 marca 2001 r.

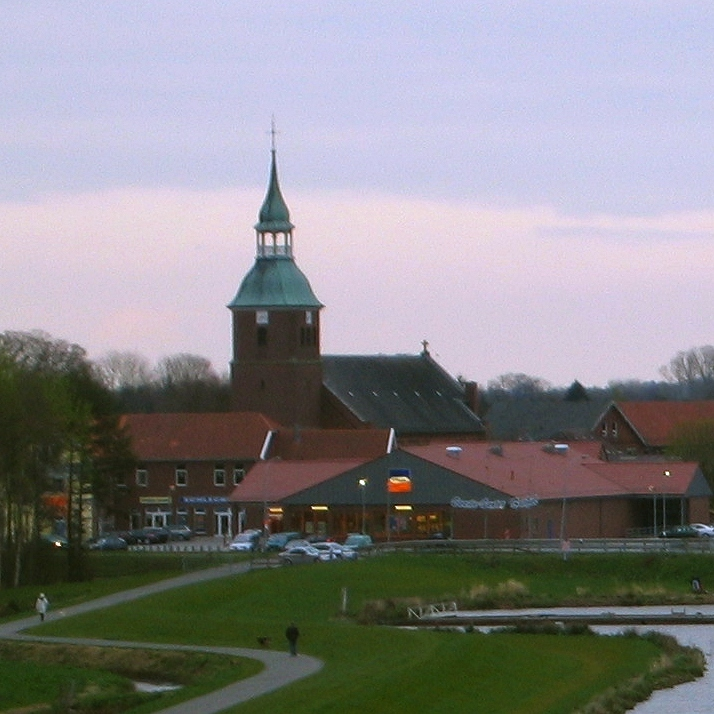
Kościół w Barßel